# John Strutt, 3:e baron Rayleigh
John William Strutt, 3:e baron Rayleigh, född 12 november 1842 i Langford Grove nära Maldon i Essex, död 30 juni 1919 i Witham i Essex, var en brittisk fysiker. Som vetenskapsman är han känd som Lord Rayleigh. Flera fysikaliska fenomen är uppkallade efter honom, under detta namn, bland annat rayleighspridning och rayleighvågor.

## Biografi
Rayleigh studerade vid Universitetet i Cambridge, verkade 1879–1884 som professor där, var 1887–1905 direktor för Davy Faraday Research Laboratory vid Royal Institution i London. Han var 1887–1905 sekreterare och 1905–1908 president vid Royal Society, varav han sedan 1873 var ledamot, och kansler för Cambridges universitet. Rayleigh var ledamot av Kungliga Vetenskaps-Societeten i Uppsala (1891) och svenska Kungliga Vetenskapsakademien (1897). 
Rayleigh utförde ett mycket stort antal fysikaliska undersökningar, inom nästan alla områden av fysiken, och därvid visade han inte bara ovanligt stor experimentell skicklighet, utan även stor matematisk skärpa. År 1894 upptäckte han tillsammans med William Ramsay grundämnet argon, för vilken upptäckt han belönades med Nobelpriset i fysik 1904. 
Rayleigh författade bland annat Theory of Sound (1877–78) och Scientific Papers (1899–1903).
Han var sonson till Joseph Holden Strutt och Charlotte Strutt, baronessa Rayleigh. Han var far till Robert John Strutt, även han fysiker.